# Mesonychium littoreum
Mesonychium littoreum är en biart som beskrevs av Jesus Santiago Moure 1944. Mesonychium littoreum ingår i släktet Mesonychium och familjen långtungebin. Inga underarter finns listade i Catalogue of Life.